# Starodub (roślina)
Starodub (Ostericum Hoffmann) – rodzaj roślin z rodziny selerowatych. Obejmuje 11 gatunków. Ze względu na podobieństwa morfologiczne bywają one włączane do rodzaju dzięgiel Angelica, aczkolwiek badania molekularne potwierdzają odrębność tych rodzajów. Zasięg rodzaju obejmuje strefę umiarkowaną Eurazji – Europę Środkową i Wschodnią, azjatycką część Rosji, Kazachstan, Mongolię, Chiny, Półwysep Koreański i Japonię. Do flory Polski należy jeden gatunek – starodub łąkowy Ostericum palustre.
Użytkowe znaczenie ma O. citriodorum wykorzystywany w tradycyjnej medycynie chińskiej. Jako źródło do pozyskania olejków eterycznych stosowane są też O. grosseserratum i O. maximowiczii.

## Morfologia
PokrójByliny z łodygami dętymi, żebrowanymi.
LiścieBlaszki 2- i 3-krotnie trójsieczne lub pierzasto złożone. Ogonki z rozdętą, pochwiastą nasadą.
KwiatyZebrane w baldachy złożone, których rozgałęzienia wsparte są nielicznymi, równowąskimi lub równowąskolancetowatymi pokrywami i pokrywkami. Działki kielicha okazałe, jajowate lub trójkątne.
OwoceRozłupnia rozpadająca się na dwie rozłupki, spłaszczone, owalnie-jajowate, u nasady sercowate, na powierzchni grzbietowej z wyraźnymi żebrami, podczas gdy boczne żebra są zwykle szerokie i cienkie, oskrzydlające rozłupki.

## Systematyka
Z powodu podobieństwa wielu cech morfologicznych, gatunki tu zaliczane bywają w niektórych ujęciach systematycznych włączane do rodzaju dzięgiel Angelica. Jednak badania molekularne nie potwierdzają pokrewieństwa tych rodzajów. Angelica należy do plemienia Selineae, podczas gdy Ostericum wchodzi w skład kladu wspólnego z rodzajem Acronema i do niego nazywanym. W jego obrębie jest rodzajem siostrzanym względem rodzaju Pternopetalum (morfologicznie z kolei dość odrębnym...). Podobieństwa morfologiczne z rodzajem Angelica tłumaczone są jako skutek konwergencji i niekompletnego sortowania haplotypów (incomplete lineage sorting – ILS).
Pozycja systematyczna
Rodzaj z podrodziny Apioideae i rodziny selerowatych Apiaceae, tradycyjnie klasyfikowany do plemienia Selineae. Badania molekularne wskazują na przynależność tego rodzaju do odrębnej „grupy Acronema”.
Wykaz gatunków
- Ostericum atropurpureum G.Y.Li, G.H.Xia & W.Y.Xie
- Ostericum citriodorum (Hance) R.H.Shan & C.Q.Yuan
- Ostericum florenti (Franch. & Sav. ex Maxim.) Kitag.
- Ostericum grosseserratum (Maxim.) Kitag.
- Ostericum huadongense Z.H.Pan & X.H.Li
- Ostericum longipedicellatum (H.Wolff) Pimenov & Kljuykov
- Ostericum maximowiczii (F.Schmidt) Kitag.
- Ostericum palustre (Besser) Besser – starodub łąkowy
- Ostericum scaberulum (Franch.) R.H.Shan & C.Q.Yuan
- Ostericum sieboldii (Miq.) Nakai
- Ostericum tenuifolium (Pall. ex Schult.) Y.C.Chu